# Pyrinia augustata
Pyrinia augustata es una especie de polilla de la familia Geometridae. La especie fue descrita por primera vez por Charles Oberthür habiendo sido descrita en 1912, con distribución en Perú y Guayana Francesa. El sintipo de la especie fue descrita en el sector Chimbireyacu, a poca distancia de Yurimaguas.